# Animetal
ANIMETAL (jap. アニメタル animetaru) – japoński zespół heavymetalowy specjalizujący się w nagrywaniu coverów piosenek z seriali anime i tokusatsu.

## Dyskografia

### Albumy
- Animetal Marathon (jap. アニメタル・マラソン Animetaru Marason)
- Animetal Marathon II: Tokusatsu Collection (jap. アニメタル・マラソンⅡ ～特撮編～ Animetaru Marason Tsū ~Tokusatsu Hen~)
- This is Japanimetal Marathon (tylko w Azji)
- Best of Animetal (jap. アニメタルのベスト Animetaru no Besuto)
- Animetal Marathon III: Tsuburaya Productions Collection (jap. アニメタル・マラソンⅢ ～円谷プロ編～ Animetaru Marason Surī ~Tsuburaya Puro Hen~)
- Complete First Live
- Complete Last Live
- Animetal Marathon IV (jap. アニメタル・マラソンⅣ Animetaru Marason Fō)
- Animetal Marathon V (jap. アニメタル・マラソンⅤ Animetaru Marason Faibu)
- Animetal Marathon VI (jap. アニメタル・マラソンⅥ Animetaru Marason Shikkusu)
- Animetal Marathon VII: Fight! Metal Hero (jap. アニメタル・マラソンⅦ ～戦え!メタル・ヒーロー～ Animetaru Marason Sebun ~Tatakae! Metaru Hīrō)
- Decade of Bravehearts

### Single
- Animetal (jap. アニメタル Animetaru)
- This Is ANIMETAL
- Let’s Go With Tokusatsu! (jap. 特撮でいこう！ Tokusatsu de Ikō!)
- Animetal Summer (jap. アニメタル・サマー Animetaru Samā)
- Sentimetal (jap. センチメタル Senchimetaru)
- Meeting the Old Enemy (jap. 宿敵見参！ Shukuteki Kenzan!) z Rurouni Kenshin: Requiem for the Ishin Shishi Motion Picture
- The Ten Swords (jap. The 十本刀 The Jūppon Gatana) z Rurouni Kenshin: Requiem for the Ishin Shishi Motion Picture
- Eternal Future (jap. 永遠の未来 Towa no Mirai) ending z Rurouni Kenshin: Requiem for the Ishin Shishi Motion Picture
- Proof of Courage (jap. 勇気の証 Yūki no Akashi)
- THE ANIMETAL ～RE-BIRTH HEROES～
- For The Bravehearts Only!

### Animetal Lady
- Animetal Lady has Arrived! (jap. アニメタル・レディー参上！ Animetaru Redī Sanjō!)
- Animetal Lady has been Found! (jap. アニメタル・レディー見参！ Animetaru Redī Kenzan!)
- Animetal Lady Marathon (jap. アニメタル・レディー・マラソン Animetaru Redī Marason)
- Animetal Lady Marathon II (jap. アニメタル・レディー・マラソンⅡ Animetaru Redī Marason Tsū)